# Liste der Naturdenkmale in Leimen (Baden)
| Naturdenkmale | Anzahl |
| ------------- | ------ |
| FND           | 1      |
| END           | 1      |
| Gesamt        | 2      |

Die Liste der Naturdenkmale in Leimen nennt die verordneten Naturdenkmale (ND) der im baden-württembergischen Rhein-Neckar-Kreis liegenden Stadt Leimen. In Leimen gibt es insgesamt zwei als Naturdenkmal geschützte Objekte, davon ein flächenhaftes Naturdenkmal (FND) und ein Einzelgebilde-Naturdenkmal (END).
Stand: 1. November 2016.

## Flächenhafte Naturdenkmale (FND)
| Name                     | Bild | Kennung     | Einzelheiten     | Position | Fläche Hektar | Datum         |
| ------------------------ | ---- | ----------- | ---------------- | -------- | ------------- | ------------- |
| Ochsenbacher Rohrwiesen  | BW   | 82260410002 | Leimen, Wiesloch | ⊙        | 3,2           | 15. Okt. 1987 |
| Legende für Naturdenkmal |      |             |                  |          |               |               |

## Einzelgebilde (END)
| Name                     | Bild | Kennung     | Einzelheiten | Position | Fläche Hektar | Datum        |
| ------------------------ | ---- | ----------- | ------------ | -------- | ------------- | ------------ |
| 1 Eiche                  |      | 82260410001 | Leimen       | ???      | 0,0           | 5. Apr. 1951 |
| Legende für Naturdenkmal |      |             |              |          |               |              |